# Dialeurodes dumbeaensis
Dialeurodes dumbeaensis là một loài côn trùng cánh nửa trong họ Aleyrodidae, phân họ Aleyrodinae.
Dialeurodes dumbeaensis được Dumbleton miêu tả khoa học đầu tiên năm 1961.